# Renato Vercelli
Pour les articles homonymes, voir Vercelli.
Renato Vercelli, né le 5 octobre 1907 à Turin et mort en 1988 dans la même ville, est un artiste peintre italien, fils de Giulio Romano Vercelli.

## Biographie
Renato Vercelli naît le 5 octobre 1907 à Turin. Il est le fils de Giulio Romano Vercelli, et le frère de Gemma Vercelli. Il part très jeune pour l'Afrique, d'où il revient avec une masse de croquis. Il les utilise pour illustrer les histoires qu'il publie. Il s'installe ensuite à Paris, fréquente diverses académies et fait ses premiers essais avec les couleurs épaisses qui caractérisent son style. Il est tour à tour caricaturiste, metteur en scène, scénographe et écrivain.
Renato Vercelli meurt en 1988 dans sa ville natale.